# Orthanthera viminea
Orthanthera viminea är en oleanderväxtart som beskrevs av Robert Wight. Orthanthera viminea ingår i släktet Orthanthera och familjen oleanderväxter. Inga underarter finns listade i Catalogue of Life.